# 宇宿允人
宇宿允人（日语：／ Usuki Masato，1934年11月8日—2011年3月5日），日本京都府出身的指揮家。原名山口治，與宇宿嘉余子結婚後入贅改姓宇宿。

## 簡介
山口治在京都市西陣出生和長大。但曾在京都市立西陣小學校、京都市立上京中學校、同志社高等學校就讀，後來因為經濟原因轉到京都市堀川高等學校。1957年，東京藝術大學器楽科畢業後，加入近衛管弦楽團。 1958年，經長號老師邀請轉到NHK交響樂團，1960年至1968年擔任該樂團首席長號手。
1962年，山口治舉行了獨奏會，後來跟獨奏會的負責鋼琴伴奏的宇宿嘉余子結婚改名為宇宿允人。
1968年9月，宇宿允人為了研究管弦樂指揮法，跟NHK交響樂團到紐約，研究紐約愛樂樂團的交響曲技藝。1969年9月，宇宿允人獲朝比奈隆的邀請，擔任大阪愛樂樂團的常任指揮至1973年2月。1974年，因為宇宿允人跟近衛秀麿學習管弦樂指揮法，當上東京佼成管樂團的指揮。1973年，宇宿允人因指揮韋華第的四季和柴可夫斯基的弦樂小夜曲獲得大阪文化節奬。
2011年3月5日，東京都新宿區因腎癌在醫院去世，享年76歲。
宇宿允人大女兒遠藤由賀里及二女兒宇宿栄里子都是小提琴家。

## 外部連結
- 宇宿允人的官方網站（页面存档备份，存于）

| 前任者： 汐澤安彦 | 東京佼成管樂團指揮 1974–1974 | 繼任者： 平井哲三郎 |